# Kerstin Walther
Kerstin Walther (ur. 15 kwietnia 1961 w Altenburgu) – wschodnioniemiecka lekkoatletka specjalizująca się w biegach sprinterskich, trzykrotna złota medalistka mistrzostw Europy juniorów z Bydgoszczy (1979).

## Sukcesy sportowe
- halowa mistrzyni NRD w biegu na 200 m – 1983[1]
- wicemistrzyni NRD w biegu na 400 m – 1983[2]
- 1979 – Bydgoszcz, mistrzostwa Europy juniorów – trzy złote medale: w  biegach na 100 m, 200 m oraz sztafecie 4 × 100 m
- 1983 – Helsinki, mistrzostwa świata – złoty medal w sztafecie 4 × 400 m (startowała w biegu eliminacyjnym, w finale nie uczestniczyła)

## Rekordy życiowe
- bieg na 100 metrów – 11,34 – Jena 29/05/1982
- bieg na 100 m (hala) – 11,37 – Berlin 5/02/1983[3]
- bieg na 200 metrów – 22,90 – Poczdam 11/05/1980
- bieg na 200 m (hala) – 23,11 – Budapeszt 12/02/1983
- bieg na 200 m (hala)[4] – 23,02 – Senftenberg 20/02/1983[5]